# Thomas Zindel
Tristan Thomas Zindel (* 29. Februar 1956 in Uznach) ist ein Schweizer Grafiker, Maler, Bühnenbildner und Holzschnitzer.

## Leben
Zindel ist in Chur aufgewachsen. Er studierte an der Kunstgewerbeschule Zürich (1978) und hielt sich 1980 in Berlin auf. Von 1982 bis 1984 betrieb er in Chur die Lithographie- und Radierwerkstatt Aqua sana; er veranstaltete die Ausstellungen Aqua sana zeigt mit zahlreichen Künstlerinnen und Künstlern. 1984 wurde er mit dem Preis der Bündner Presse ausgezeichnet. 1987 zog er von Chur nach Basel. 1991 wurde er mit dem Preis der Stiftung für graphische Kunst in der Schweiz ausgezeichnet. 1994 wurde er mit einem Werkjahr der Schweizerischen Bankgesellschaft und dem Manor Kunstpreis ausgezeichnet. 1995 verbrachte er einen Arbeitsaufenthalt in Peyriac-de-Mer; von 1996 bis 1997 arbeitete er in der Cité Internationale des Arts Paris. 1998 zog er wieder nach Chur. 2002 wurde er mit dem Anerkennungspreis der Stadt Chur ausgezeichnet, und 2011 mit dem Anerkennungspreis des Kantons Graubünden.

## Werk
Zindels Werk besteht aus inhaltlich definierten Werkgruppen von Zeichnungen, Gemälden, druckgrafischen Mappenwerken oder Installationen. Die Titel dieser Werkgruppen sind bedeutungsschwer: «Das Haus der Unruhe», «Das Tuch der Veronika», «Scotts Reise zum Südpol», «Cuts like a knife», «Die Eroberung der Nacht», «Tränen des Eros», «Marias Nachmittage» (1985), «Der sterbende Gott» (1985–1986), «R.E.M.», «Die Geste des Liebens» (1994) oder «Offene Tätowierung» (1994–1995). Es geht um die Realität hinter der dinglichen Oberfläche und um das Visualisieren von psychischen Befindlichkeiten. Der Mensch steht im Zentrum dieser nicht beschönigenden, eher aggressiven Werke.

## Einzelausstellungen
- Thomas Zindel. Bündner Kunstmuseum, Chur, 13. Dezember 1981 – 17. Januar 1982.
- Thomas Zindel. Die Druckgraphik 1978–1995. Bündner Kunstmuseum, Chur, 7. April 1995 – 5. Juni 1995.
- Thomas Zindel. Neue Arbeiten. Chur, 25. Februar 2004 – 5. Juni 2004.
- Thomas Zindel. Territorien. Bilder und Zeichnungen 2005–2007. Galerie Sylva Denzler, Zürich, 13. Oktober 2007 – 10. November 2007.
- Thomas Zindel. Werke 2002–2008. Galerie 14, Maienfeld, 14. – 30. März 2008.
- Stations of the cross von Thomas Zindel. Alte Postremise, Chur, 24. – 26. Oktober 2008.
- Thomas Zindel. Territorien II, III und IV. Bilder, Zeichnungen, Reliefs. Galerie Sylva Denzler, Zürich, 27. August – 26. September 2009.
- Thomas Zindel. Adagio con anima. Sammlung Galerie S/Z, Uerikon, 16. Januar – 27. Februar 2011.
- Thomas Zindel. Adagio ritenuto. Galerie Sylva Denzler, Zürich, 12. – 26. Mai 2012.
- Thomas Zindel. Kunstverein Frauenfeld, 16. November – 14. Dezember 2014.